# Wilhelm Haferkamp
Wilhelm Haferkamp (1er juillet 1923 en Allemagne – 17 janvier 1995 à Bruxelles) est un homme politique social démocrate allemand, qui a été commissaire européen. Il a été nommé à la Commission par le gouvernement ouest-allemand en 1967 et y a occupé un grand nombre de postes, dont celui de vice-président, jusqu'en 1985.
Dans la Commission Rey, à partir de 1967, il a été Commissaire à l'Énergie. Son portefeuille s'est élargi pour inclure le Marché intérieur en 1970, sous la Commission Malfatti et la Commission Mansholt, jusqu'en 1973. Il est devenu, dans la Commission Ortoli, Commissaire à l'Économie, aux Finances, au Crédit et aux Investissements. Son dernier poste a été celui de Commissaire aux Relations extérieures, qu'il a occupé jusqu'en 1985 sous les commissions Jenkins et Thorn.